# 褚山头水库
褚山头水库是中国江苏省南京市溧水区境内的一座水库，位于新桥河云合支河上，建于1959年。水库正常库容为336万立方米，集雨面积为17平方千米，海拔为24.5米。